# Sergej Prokofjev
Sergej Sergejevitj Prokofjev (russisk: Серге́й Серге́евич Проко́фьев, tr. Sergéj Sergéjevitj Prokófev; født 27. april 1891, død 5. marts 1953) var en ukrainskfødt russisk komponist af klassisk musik, desuden pianist og dirigent.
Fra 1918 til 1932 levede han for det meste i Frankrig.

## Liv
Sergej Sergejevitj Prokofjev blev født som enebarn i Sontsivka i Donetsk oblast, Ukraine (daværende Russiske Kejserrige). Hans mor var pianist, og hans far en relativt velstående landbrugsingeniør.
Prokofjev kom ind på konservatoriet i Sankt Petersburg i 1904, som trettenårig. Allerede som sekstenårig i 1907 skrev Prokofjev sin første pianosonate. I 1912 blev hans første pianokoncert fremført.
I 1916-17 skrev Prokofjev sin første symfoni. Denne var inspireret af symfonierne af østrigeren Joseph Haydn, og fik navnet "Den klassiske". Denne symfoni blev en stor succes, og regnes i dag blandt Prokofjevs mest kendte værker.
Prokofjev forlod Rusland lige efter Den russiske revolution. Efter et kort ophold i Japan drog han videre til USA og Europa (Tyskland og Frankrig). Hans eksil havde dog ikke politiske årsager men kunstneriske: han anså, at uroen efter revolutionen ikke gav ham den arbejdsro, han havde behov for). Først i 1936 vendte han tilbage til Sovjetunionen. Det er uklart hvorfor, Prokofjev valgte at vende tilbage til hjemlandet, og han opgav selv hjemve som den vigtigste årsag.
Prokofjev var en usædvanlig mangesidig komponist og komponerede inden for de fleste genrer: både operaer, balletter, oratorier, filmmusik, symfonier, kammermusik, sonater og koncerter. Han studerede komposition hos blandt andre Rimskij-Korsakov ved konservatoriet i Sankt Petersburg. Prokofjev var desuden kendt som en fremragende pianist og blev belønnet med førstepræmie i klaverspil ved konservatoriet, da han fremførte sin klaverkoncert nr. 1.
Prokofjev skrev en række dagbøger og et betydelig selvbiografisk materiale. Han skrev selv historien til "Peter og ulven". Han underviste i komposition.
I 1941 måtte Prokofjev forlade sin spanskfødte kone Lina, da det blev forbudt for sovjetiske borgere at være gift med udlændinge. Lina blev senere sendt til Sibirien, anklaget for spionage. Hun blev dømt til 20 års fængsel, men efter Stalins død blev hun frigivet og udvist fra Sovjetunionen. Prokofjev blev gift igen med Mira Mendelson.
I 1944 kom Prokofjev med sin 5. symfoni. Denne er sammen med den første symfoni højdepunkter blandt Prokofjevs symfonier. Disse to værker er imidlertid temmelig forskellige, der den første er et lille og "enkelt" værk er den femte et værk af en helt anden skala.
De sidste år af sit liv var Prokofjev stærkt plaget af dårligt helbred. Fra og med 1948 blev han desuden udsat for stærk kritik fra de kulturmyndigheders side og blandt andet beskyldt for formalisme. Til trods for dette lykkedes det ham at skabe nogen af sine bedste værker, som f.eks. Sinfonia Concertante (for cello og orkester) og balletten "Stenblomsten".

## Musik
Prokofjev har bl.a. komponeret: 
- Otte operaer, fx: Kærligheden til de tre appelsiner, Krig og fred.
- Syv balletter, fx: Romeo og Julie opus 64 (1936), Askepot, Den fortabte søn.
- Syv symfonier, fx: Symfoni nr. 1 opus 25 (1917).
- Filmmusik, f.eks.: Løjtnant Kijé, som han omskrev til en orkestersuite, opus 60 (1934),

## Værkfortegnelse
Denne liste er ufuldstændig; hjælp gerne med at udfylde den.
- 1912 – Klaverkoncert nr 1 Dess-dur, op.10
- 1913 – Klaverkoncert nr 2 g-moll, op.16
- 1916 – Klassisk symfoni, op.25
- 1919 – Den brændende engel, opera
- 1921 – Klaverkoncert nr 3 C-dur, op.26
- 1926 – Kærligheden til de tre apelsiner, opera og svite
- 1928 – Den fortabte sonen, ballet
- 1931 – Klaverkoncert nr 4 Bb-dur, op.53 (for venstrehåndet pianist – bestilt af Paul Wittgenstein)
- 1931 – Klaverkoncert nr 5 G-dur, op.55
- 1935 – Musik for børn, 12 pianostykker
- 1936 – Romeo og Julia, ballet
- 1936 – Peter og ulven, symfonisk saga
- 1938 – Alexander Nevskij, filmmusik til Alexander Nevskij
- 1944 – Askepot, ballet
- 1946 – Ivan den Grusomme, filmmusik til Ivan den Grusomme
- 1948-1953 - Stenblomsten, ballet
- 1952 – Krig og fred, opera

Hans mest kendte musikstykker er formentlig Peter og Ulven, som er et musikalsk eventyr, lavet med det formål at lære børn instrumenterne at kende, Romeo og Julie, hans violinkoncerter samt Symphonie Classique.

## Afledt inspiration
Fra den rytmiske musik vil mange kende Prokofjev fra et arrangement af Gordon Sumner, kaldet Sting, der satte tekst til, arrangerede og fremførte et tema fra Prokofjevs Løjtnant Kijé under titlen Russians. Også popguppen Emerson, Lake & Palmer hentede et tema herfra anvendt i sangen I Believe In Father Christmas.